# 艾倫氏雀鯛
艾倫氏雀鯛（學名：Pomacentrus alleni），是輻鰭魚綱鱸形目雀鯛科雀鯛屬的其中一種，分布於東印度洋泰國Similan島、聖誕島海域，深度3至15公尺，本魚體呈卵圓形且側扁，體色亮藍色帶金屬光澤，背鰭黑色，臀鰭黃色，尾鰭下部有一條寬闊的黑色條紋，背鰭硬棘13枚、背鰭軟條13-14枚、臀鰭硬棘2枚、臀鰭軟條13-14枚，體長可達6公分，棲息在珊瑚礁邊緣沙底質海域，以浮游生物為食，繁殖期時成對出現，雄魚會守護卵直到孵化，生活習性不明，可做為觀賞魚。